# Хасман Мандик Жисі
Хасман Мандик Жисі (нар. 11 жовтня 1929, м. Дрогобич, Польська Республіка, нині Львівська область - 24 серпня 2013 с. Грибовиця, Волинська область, Україна) — український військовий діяч, вояк УПА єврейського походження, конюх та фірман в сотенних «Довбуша», «Хоми» та курінного «Голубенка».

## Життєпис

### Дитинство
Народився в родині дрогобицьких євреїв Жисі та Кренці Хасманів. Батько — капітан Австро-Угорської армії, учасник Першої світової війни. Заробляв на хліб як фірман у Дрогобичі. У сім'ї розмовними мовами були їдиш, польська та українська. Крім Мандика в родині зростали три сестри Гінда, Хана і Фріда та три брати — Іцик, Ідол, Савік. Під час німецької окупації двом сестрам вдалось виїхати в глиб СРСР, решта родини потрапила у Дрогобицьке гетто. Влітку 1942 почалася ліквідація його мешканців — серед приречених на знищення в Броницькому лісі біля Дрогобича були й Хасмани. Жисік, Кренця, Іцик та Ідол Хасмани були розстріляні німцями. Мандик, його молодший брат Савік та двоюрідна сестра Кайлі втекли з-під розстрілу. Лісами дістались до залізничної колії, далі, підсівши на потяг, виїхали на Волинь. Тут переховувалися в українських родинах. Мандик мешкав у селі Біличі спочатку у сім'ї Василя Киця, згодом у Сергія Кропивця. Тоді Мандик охрестився і став Володимиром, прибравши собі нове прізвище — Дмитренко. Тим часом німці розгорнули масову примусову мобілізацію українців на роботи у Німеччині. Мандик дізнався, що господар, в якого він працював, вирішив записати його на цю роботу, замість іншої жительки села, яка відкупилася хабарем. Не довго думаючи відважний хлопець вирішує тікати вдруге. І знову в ліс, тоді вже опанований українськими повстанцями. Так чотирнадцятилітній Мандик стає партизаном-бандерівцем.

### В лавах УПА
Чотирнадцятилітній хлопчина, з двома класами освіти (більше не дозволила війна) допомагав партизанам чим міг і вмів, а оскільки з дитинства любив коней, то саме робота з кіньми стала для нього головною. Був особистим фірманом сотенного, спочатку «Довбуша», згодом «Хоми», а потім навіть курінного «Голубенка». Неодноразово брав участь в боях із німцями та поляками в 1943–1944 роках. Наступи на німецькі опорні пункти, засідки, знищення німецьких комунікацій — типові для волинських партизан будні. Хасман був озброєний польським пістолетом «шісткою», до якого, проте, завжди бракувало набоїв. Весною 1944 в складі сотні «Хоми» брав участь в рейді на Холмщину для захисту українських сіл від нападів Армії Крайової. Особливу повагу побратимів Мандик здобув після авантюрної операції: викрав бричку зі зброєю у німців, які тим часом забавлялися з дівчатами. У 1945 р. Мандик, разом з декількома іншими повстанцями, потрапляє між селами Завидів і Самоволя у засідку НКВС. Кулеметна черга, випущена з автомата енкеведиста, перебила йому обидві ноги. Потрапив до в'язниці, розпочалось слідство. Витримати тортури (зокрема биття сковорідкою по голові) було непросто, але, врешті, обрана тактика врятувала йому життя. Через дев'ять місяців його, як малолітнього, якому тим паче не могли пред'явити нічого конкретного, відпустили на волю.

### Цивільне життя
Мандик Хасман залишився жити на Волині, тут одружився. Згодом, в 1949 році, був мобілізований в радянську армію, служив на Далекому сході. В армії ним знову зацікавилися чекісти, які почали перевіряти його походження. З'ясувалося, що в м. Корець Рівненської області немає жодних слідів про народження тут Володимира Дмитренка. Тож довелося Мандику Хасману назвати своє справжнє прізвище і походження.
Після служби в армії він повернувся на Волинь, де тридцять п'ять років пропрацював на шахті. З відродженням незалежності України став активістом Всеукраїнського братства ветеранів ОУН-УПА, отримав кілька почесних відзнак цієї організації. На старість пан Хасман втратив ліву ногу — її ампутували через хворобу. Декілька років він пересувався в позиченому інвалідному візочку. У 2012 році громадська організація Спілка Української Молоді в Україні подарувала йому власного візка.

### Останні роки життя та смерть
Молодь часто навідувалася у Грибовицю  послухати спогади Мандика Хасмана про боротьбу за незалежність України в Українській повстанській армії. Окрім розповідей, дідусь міг ще й заспівати повстанських пісень. І дуже чітко напам’ять читав Декалог (Десять заповідей українського націоналіста), який колись у лісах щодня промовляв вранці та ввечері разом із повстанцями.
«Здобудеш Українську державу або згинеш у боротьбі за неї», – з посмішкою і гордістю декламував своїм гостям Мандик Хасман.
Помер Мандик Хасман 24 серпня 2013 року.